# شهرستان وکسفورد
شهرستان وکسفورد (به انگلیسی: County Wexford) یک سکونتگاه مسکونی در ایرلند است که در لینستر واقع شده‌است.

## خصوصیات
شهرستان وکسفورد ۲٬۳۶۷ کیلومترمربع مساحت و ۱۴۵٬۳۲۰ نفر جمعیت دارد.